# Клёпов, Василий Степанович
Василий Степанович Клёпов (11.02.1908 — 10 декабря 1976) — советский детский писатель. Известен как автор детской приключенческой дилогии «Тайна Золотой долины» и «Четверо из России».

## Биография
Родился в селе Чернитово под Тамбовом, в бедной большой крестьянской семье. В школе вступил в комсомол. Окончив 9 классов СОШ № 1 имени А. С. Пушкина города Моршанска, стал «ликвидатором безграмотности» — ездил по деревням, учил крестьян читать и писать. Был секретарём комсомольской ячейки, редактором стенгазеты «Хлебороб», сельским корреспондентом.
В 1926 году Клёпов отправился в Москву как селькор «Сельской газеты», поступать на Единый художественный рабфак, позднее переименованный в рабфак искусств им. Луначарского. Его сокурсниками стали художники Кукрыниксы, Ф. П. Решетников, уральский писатель П. Макшанихин. Стал заместителем редактора литературно-художественного журнала «Опыты».
Стихи Клёпова публиковались в журналах «Новая деревня», «Селькор», газете «Молодой ленинец». В Москве женился на Ольге Марковой.
На третьем курсе Клёпов был исключён из рабфака - бывшие односельчане написали в «Крестьянскую газету» о том, что Клёпов — сын белогвардейского офицера и ведет агитацию против Советской власти. Истину вскоре восстановили, но занятия на рабфаке были уже пропущены.
В 1929 году по комсомольской путевке Клёпов был отправлен на работу в Забайкалье, в Читу, где стал сотрудником «Забайкальского рабочего».
В 1931 году Клёпов и Маркова поехали на родину жены, на Урал, где до 1937 г. проживали в г. Тюмень. В 1931 году родился единственный сын — Всеволод. Клёпов сотрудничал с газетами Тюмени, Свердловска.
В 1937 году супруга Клёпова была обвиненина в троцкизме. По совету Павла Бажова Клёповы в 1937 году переехали в Новую Утку, где Василий Клёпов стал преподавать в школе географию. В это же время заочно учился в Свердловском педагогическом институте. В Новоуткинске есть музей О. И. Марковой.
С началом войны Клёпов был мобилизован и отправлен на курсы политработников запаса. Служил агитатором полка, а затем бригады в частях Уральского военного округа. Писал, как военный корреспондент, для газет «Сын Отечества», «Сталинский удар».
После войны 5 лет работал в газете «Уральский рабочий» ответственным секретарём, заместителем главного редактора. Семья распалась, и в 1951 году Клепов по путевке ЦК КПСС уехал в сочинскую газету «Красное Знамя». Журналистская деятельность Клёпова прервалась в 1955 году в связи с тяжелой болезнью.
Поселился в Лоо под Сочи. Постепенно вернулся к работе, стал писать небольшие рассказы для детей, в которых главным действующим лицом был его сын. Так появилась книжка «Мы с Севой в лесу» (Свердловск). В то же время в Краснодаре вышла книга «Севины квартиранты», в Ростове-на-Дону «Синие огоньки». В 1965 году вышла книга, состоящая из двух повестей «Тезки» и «Мыс Доброй Надежды». Сын погиб на озере в 1957 году.
В 1958 году был издана книга «Тайна Золотой долины». В ней рассказывалось о приключениях трёх школьников из вымышленного города Острогорска. Критика встретила книгу прохладно — в одной из газет появился отзыв, автор которого предупреждала: «Родители, берегитесь этой книги! Она учит детей сбегать из дома». Не понравилось критику и то, что в повести постоянно упоминаются зарубежные писатели — Джек Лондон, Луи Буссенар, Фенимор Купер, Брет-Гарт и Майн Рид. Клёпов переделал финал. В новом варианте мать одного из героев не перенесла побег сына, умерла, описываются её похороны. За книгу заступился редактор журнала «Урал», писатель Олег Коряков. Он попытался объяснить, в чем педагогическая ценность повести. После этого «Тайна Золотой долины» издавалась уже в первоначальном варианте. «Четверо из России» — вторая часть дилогии — вышла в 1968 году.